# Giannetto Cavasola
Pour les articles homonymes, voir Cavasola.
Giannetto Cavasola (Pecetto Torinese, 11 décembre 1840 - Rome, 27 mars 1922) était un homme politique italien.

## Biographie
Il est né de Pietro Leone Cavasola et Eletta Castellario. Son père ayant quitté Finale Ligure (où la famille Cavasola a vécu pendant des siècles) pour s'installer à Pecetto Torinese afin d'y exercer la médecine, Giannetto a terminé ses études à Turin, où il a obtenu son diplôme de droit en 1861. Il entre peu après par concours au ministère de la Marine, d'où il passe au ministère de l'Intérieur, où il reste jusqu'à sa nomination, signée par Camillo Cavour, à la tête de ce département. Il occupe ensuite des postes dans des administrations provinciales, comme sous-préfet de Nuoro et de Viterbo, et comme conseiller délégué à Naples, où il reçoit la médaille d'argent pour la valeur civile à l'occasion du tremblement de terre de Casamicciola de 1883 et du choléra de l'année suivante. Il est promu préfet de Potenza, puis de Foggia, Catane, Alexandrie, Rome, Palerme, Modène, Turin et Naples.
Il collabore au Corriere della Sera et à L'illustrazione italiana et publie en 1878 une brochure prônant un rôle actif de l'État dans la défense des émigrés.
Le 30 août 1900, il devient directeur général de l'administration civile et le 11 novembre, il entre au Sénat, dont il deviendra plus tard le vice-président. La notice nécrologique, qui occupe la majeure partie de la première page du Corriere della Sera du 28/3/22, commente ses activités politiques comme suit : orateur clair et persuasif, il était très écouté au Sénat en raison de la force de ses arguments, et pouvait ainsi exercer une influence remarquable sur le travail législatif. L'un de ses discours les plus importants est celui qu'il a prononcé au Sénat en 1904 en faveur du développement agricole de l'Italie du Sud. Le président du Sénat a voulu que ce discours soit imprimé aux frais du Sénat et distribué à tous les députés, sénateurs et maires des communes du Sud. Cavasola a ensuite travaillé sur la loi forestière, la loi sur les bassins versants de montagne et la mise en valeur des terres. Il a été le rapporteur de la loi Basilicata, qui adopte le principe de l'utilisation du réseau routier pour les transports publics dans les zones où les chemins de fer font défaut. Il a présenté de sa propre initiative et fait adopter la loi pour la prévention et le traitement de la pellagre et a promu un projet de loi contre la malaria. En tant que président de la commission d'enquête sur les industries de la soie et de la bacologie, il a dicté le rapport qui a servi de base aux mesures prises pour atténuer la crise de ces industries.
Dans ses activités, d'abord en tant que préfet puis en tant que sénateur, il a œuvré intensivement au développement industriel des régions du sud. La motivation morale de cet engagement, encore très pertinente aujourd'hui, est illustrée dans son discours au Sénat le 3 juillet 1902 :
"Tout intérêt légitime doit être promu, encouragé et protégé. Lorsque la masse des intérêts légitimes sera devenue prévalente et consciente, elle ne tolérera plus sa représentation entre les mains de coalitions d'intérêts illégitimes, et alors la résurrection morale s'imposera par la force des choses... ma crainte est qu'aujourd'hui encore, nous persistons dans l'erreur fondamentale de croire que l'amélioration économique peut venir des seules œuvres de l'État".
(Giannetto Cavasola, 1902)
En mars 1914, Antonio Salandra appelle Giannetto Cavasola à la tête du ministère de l'Agriculture, de l'Industrie et du Commerce. L'avis du Corriere se poursuit ainsi : 
"Cavasola fait ses débuts de ministre avec la promulgation d'une loi spéciale pour la Sardaigne et la présentation du vaste et important projet de réforme du contrat de travail agraire ; son action se révèle ensuite particulièrement providentielle et éclairée avec les mesures contingentes adoptées peu avant la guerre pour faire face à la grave crise des exportations et des importations provoquée par le conflit européen. Mais des problèmes bien plus redoutables, nés de la guerre, il a été appelé à les résoudre... Il s'est distingué, entre autres, lorsqu'il s'est agi de remédier d'urgence aux conséquences, particulièrement lourdes à un moment donné, de l'absence de transport de céréales."'
La commémoration de Giannetto Cavasola a donné une grande importance, bien au-delà des circonstances, non seulement à sa figure d'administrateur public intelligent et compétent et de politicien impartial, mais bien plus encore à sa noble personnalité de gentleman. Comme 157 sénateurs l'ont écrit à sa veuve : "Tous ceux qui ont connu Giannetto Cavasola, dans la vie publique ou dans la vie privée, n'ont pu manquer d'admirer en lui, et ne pourront oublier, la finesse et la profondeur de son intelligence, l'exquise rectitude de son âme, la loyauté constante de ses intentions, le courage inébranlable dans l'accomplissement de chaque devoir, la probité scrupuleuse, la dignité sans orgueil, la noble simplicité, l'amabilité prévenante, le dévouement aux idéaux les plus élevés, même au milieu des occupations pratiques".
Il décède à Rome le 27 mars 1922.

### Carrière
- Préfet de Potenza (régent, 11 avril 1886) (titulaire, 6 février 1887)
- Préfet de Foggia (18 août 1888)
- Préfet de Catane (24 août 1890-29 juin 1892)
- Préfet d'Alessandria (22 janvier 1893)
- Préfet de Rome (13 septembre 1893)
- Préfet de Palerme (28 août 1894)
- Préfet de Modène (17 janvier 1895)
- Préfet de Turin (15 mars 1896)
- Préfet de Naples (23 avril 1896-30 août 1900)

### Postes et titres
- Chargé de la direction générale de l'administration civile du ministère de l'Intérieur (30 août 1900-10 février 1901).

### Fonctions sénatoriales
- Vice-président (24 novembre 1913-21 mars 1914)

### Commissions sénatoriales
- Membre ordinaire de la Commission d'instruction de la Haute Cour de Justice (9 décembre 1904-8 février 1909) (29 mars 1909-29 septembre 1913)
- Membre de la Commission d'examen du projet de loi "Prolongation des termes assignés à la loi n° 4727, série 3a du 14 juillet 1887, pour la commutation des bénéfices fonciers perpétuels" (19 décembre 1904).
- Membre de la Commission d'examen du projet de loi "Dotation de la Couronne pendant le règne de Sa Majesté Victor Emmanuel III" (7 février 1905)
- Membre de la Commission d'examen du projet de loi "Proposition d'un nouvel article 103 du Règlement du Sénat pour remplacer l'article actuel" (13 avril 1905)
- Membre de la commission d'examen des projets de loi d'extension (18 décembre 1905)
- Membre de la Commission pour l'examen des projets de loi en faveur de la Calabre (24 avril 1906)
- Membre de la Commission d'examen du projet de loi "Conversion du 5 pour cent brut et du 4 pour cent net consolidés" (29 juin 1906)
- Membre de la Commission d'examen du projet de loi "Dispositions pour les provinces du Sud, pour la Sicile et la Sardaigne" (30 juin 1906)
- Membre de la commission d'examen des projets de loi "Prolongation du délai prescrit par l'article 5 de la loi n° 319 du 2 juillet 1905 relative aux mesures en faveur de la Somalie italienne du Sud" et "Ordonnance de la Somalie italienne du Sud (Bénadir)" (27 novembre 1906).
- Membre de la Commission d'examen du projet de loi "Cession graduelle à l'Etat des dépenses visées à l'article 272 du texte consolidé de la loi municipale et provinciale approuvée par le décret royal n° 921 du 10 février 1889" (18 mars 1907).
- Membre de la Commission d'enquête sur les dépenses de construction du Palais de Justice de Rome (10 mai-11 mai 1912. Démission) Membre ordinaire de la Commission d'accusation de la Haute Cour de Justice (6 mars 1917-29 septembre 1919)
- Membre de la Commission d'examen des projets de loi "Prolongation de la XXIVe législature" et "Octroi des droits électoraux aux citoyens ayant servi dans l'armée" (27 avril 1918).
- Commissaire chargé du contrôle du Fonds d'émigration (25 juin 1901-18 octobre 1904)

## Décorations
- Chevalier de Grand-croix décoré du Grand Cordon de l'Ordre de la Couronne d'Italie
 - Grand officier de l'Ordre des Saints-Maurice-et-Lazare

## Ouvrages
- (it) L'emigrazione e l'ingerenza dello stato, mémoire décerné par l'académie royale des sciences, des lettres et des arts de Modène dans le cadre du concours 1876-1877, Modène, Società Tipografica, 1878, pp. 51.
- (it) Provvedimenti per l'assetto del comune di Napoli, Rome, Forzani, Tipografi del senato, 1902.
- (it) Sull'approvvigionamento del grano, Rome, Tipografia della camera dei deputati, 1915.
- (it) Sull'azione economica durante la guerra, Rome, tipografia della camera dei deputati, 1916.
- (it) Seconda relazione sommaria sull'applicazione…dei provvedimenti a favore della Sardegna, Rome, Tipografia della camera dei deputati, 1916.

## Source
- (it) Cet article est partiellement ou en totalité issu de l’article de Wikipédia en italien intitulé « Giannetto Cavasola » (voir la liste des auteurs).